# عنانة
العَنَانَة أو العُنَّة أو العجز الجنسي أو الضعف الجنسي أو ضعف الانتصاب (الاسم العلمي: Impotentia) لدى الرجل هو عدم قدرة القضيب على الانتصاب لفترات طويلة، أو عدم الإحساس بالرغبة الجنسية، وهو يختلف عن العجز الجنسي فالعجز الجنسي هو مرحلة متطورة من الضعف الجنسي والمقصود به هو عدم القدرة نهائياً على انتصاب العضو الذكري للرجل (القضيب)، وعدم الإحساس بالرغبة الجنسية تجاه الزوجة نهائياً، أو عدم احتمال ممارسة الجنس. إن ضعف الانتصاب هو من أهم المشاكل الجنسية التي يواجهها الرجل هي مشكلة ضعف انتصاب القضيب التي إن أردنا أن نعرف علاجها فلابد من الإلمام بأسبابها.

## الأسباب
العنانة هي ضعف القدرة لدى الرجل على انتصاب العضو الذكري (القضيب) لديه وعدم إحساسه بالرغبة الجنسية لفترات طويلة ولضعف الانتصاب أسباب يجب أن نعرفها وهي كالاتي:
- القلق والحالة النفسية: أصبح القلق من المشاكل الشائعة التي نواجهها في وقتنا الحالي بل تعدى تأثيره إلى أحداث ضعف الرغبة الجنسية لدى الرجل وبالتالي ضعف الانتصاب لديه، فالقلق مطلوب في الأمور الحياتية ليصبح قوة دافعة لتحقيق الأهداف ولكن عندما يزيد هذا القلق عن الحد المسموح به يصبح قوة تدميرية تؤدي إلى العديد من المشاكل.
- الإصابة ببعض الأمراض المزمنة : مثل ضغط الدم المرتفع والسكري وتصلب الشرايين وأمراض القلب حيث إن كل هذه الأمراض تؤثر على مدى تدفق الدم إلى العضو الذكري وبالتالي تؤدي إلى ضعف الانتصاب لدى الرجل، كما أن أيضا الأدوية المستعملة في علاج هذه الأمراض قد تؤدي إلى ضعف الانتصاب، وأيضا أمراض القلب من الأمراض التي لها باع كبير في وجود هذه المشكلة.[9]
- إصابات العمود الفقري ومنطقة الحوض وجراحات المثانة.
- تدلي الكلية أو ما يعرف بالكلية العائمة.

## العلاج
توجد الكثير من العلاجات التي تعالج هذه المشكلة والتي تؤخذ إما عن طريق الفم أو بالحقن، من أبرز العلاجات الطبية حتى الآن هي أقراص الفياجرا التي تباع في الصيدليات ولكن لابد من تناولها تحت الإشراف الطبي لعدم حدوث أي مضاعفات أخرى، ولها مفعول جيد وليس لها آثار جانبية إلا الشعور البسيط بالدوخة والغثيان وسرعان ما تزول هذه الآثار قبل البدء في الممارسة الجنسية ولكنه محظور وممنوع منعا باتا تعاطي هذه العلاجات للمرضى الذين يتناولون أدوية تساعد على تدفق الدم في الشرايين التاجية، لذلك لابد من الاستشارة الطبية أولاً.
قد يتم العلاج الجراحي المتمثل بزراعة دعامات الإنتصاب في الحالات المتقدمة.

## وصلات خارجية
- عنانة على مشروع الدليل المفتوح